# 高橋雅英
髙橋 雅英（たかはし まさひで、1954年11月18日 - ）は、日本の医師、医学者（病理学、腫瘍生物学）。名古屋大学名誉教授、藤田医科大学特命教授・統括学術プログラムディレクター、藤田医科大学国際再生医療センター・名誉センター長。愛知県出身。
主な業績としては、がん遺伝子RETの発見と同遺伝子変異によって生じる甲状腺がん、多発性内分泌腫瘍症2型、ヒルシュスプルング病の発症に関する分子メカニズムやRET遺伝子の腸管神経系、腎臓の発生など生理機能としての器官形成における役割の解明

、新たな細胞運動制御因子Girdinの発見とがん細胞の浸潤・転移、神経細胞の遊走機構の新たなメカニズムの解明がある

。

## 略歴
- 1979年3月 名古屋大学医学部卒業
- 1983年3月 名古屋大学医学研究科修了
- 1983年4月 ハーバード大学医学部Dana-Farber研究所Research Fellow
- 1985年11月 愛知県がんセンター研究所研究員
- 1990年4月 名古屋大学医学部助手
- 1991年1月 名古屋大学医学部講師
- 1995年6月 名古屋大学医学部助教授
- 1996年7月 名古屋大学医学部教授
- 2000年4月 名古屋大学大学院医学（系）研究科教授
- 2003年4月 名古屋大学大学院医学系研究科附属神経疾患・腫瘍分子医学研究センター教授
- 2003年4月 名古屋大学大学院医学系研究科附属神経疾患・腫瘍分子医学研究センター長（2012年3月31日まで）
- 2012年4月 名古屋大学大学院医学系研究科長（2017年3月31日まで）
- 2017年4月 名古屋大学理事・副総長（研究・男女共同参画担当）（2020年3月31日まで）
- 2020年4月 藤田医科大学統括学術プログラムディレクター・特命教授
- 2020年4月 藤田医科大学国際再生医療センター・センター長(2025年3月31日まで)

## 受賞/受章
- 1990年    日本癌学会奨励賞
- 1993年    日本病理学会学術研究賞
- 2001年4月  日本病理学賞[6]
- 2006年3月  読売東海医学賞（読売新聞社）
- 2010年5月  中日文化賞（中日新聞社）[7]
- 2019年11月 日本医師会医学賞[8]
- 2020年2月  高松宮妃癌研究基金学術賞[9]
- 2020年11月 紫綬褒章[10]